# Jubbah
Jubbah (en arabe : جبة), située dans la région de Haïl, à 70-80 km par la route 65 de la ville de même nom, à environ 300 km au nord de Riyad, serait d'origine très ancienne, 7000 ans pour certains.

## Histoire
Les sites de pétroglyphes, préislamiques et préhistoriques, les plus réputés d'Arabie saoudite sont Jubbah, Sakaka et Al-'Ula. Les inscriptions sur rochers les plus anciennes dateraient de 5500 ans avant notre ère, quand la zone était un lac intérieur, avec une faune d'ibex, d'oryx et d'animaux domestiqués. Différentes inscriptions en alphabet préarabe, de la culture de Thamud, dateraient de 1000 avant notre ère.
Le site couvre environ 39 km2. Les visites sont à organiser depuis Hail ou sur place au 44 Naif's Palace of Heritage : les références seraient Ateeq Naif al-Shamari et Mr Ateeq. Lady Anne Blunt raconte sa visite du site dans son ouvrage de 1879.
De remarquables photos du site, dont certaines panoramiques, sont consultables sur Google Earth, en mai 2012.